# Coleophora binderella
Coleophora binderella là một loài bướm đêm thuộc họ Coleophoridae. Nó được tìm thấy ở Scandinavia và Phần Lan to bán đảo Iberia và Ý, and from Ireland to the Baltic States và România.

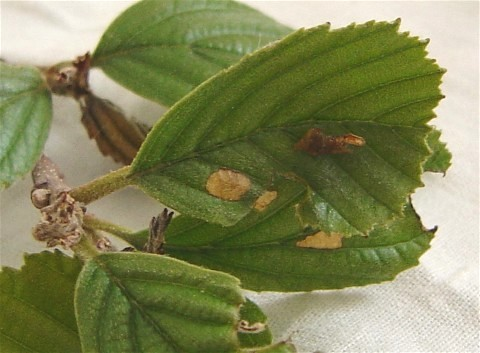
Black Alder (Alnus glutinosa) with feeding damage (center) and case (center-right) of Coleophora binderella

Sải cánh dài 8–12 mm. Con trưởng thành bay từ cuối tháng 6 đến tháng 7.
Ấu trùng ăn Alnus glutinosa, Alnus incana, Alnus viridis, Betula pubescens, Betula pendula, Carpinus betulus and Corylus avellana.